# Phymaturus fiambala
Phymaturus fiambala — вид ігуаноподібних ящірок родини Liolaemidae. Ендемік Аргентини.

## Поширення і екологія
Phymaturus fiambala відомі з типової місцевості, розташованої в горах Сьєрра-де-Фьямбала в аргентинській провінції Катамарка.